# حكومة أوغست أديب الأولى
حكومة أوغست أديب الأولى هي الحكومة الأولى في تاريخ الجمهورية اللبنانية وعهد الانتداب الفرنسي على لبنان وعهد رئيس الجمهورية شارل دباس، وقد تولّى رئاسة المجلس أوغست أديب باشا للمرة الأولى. تشكّلت في 31 مايو 1926، وتألفت من وزراء جميعهم خارج مجلسي النواب والشيوخ. ألقي البيان الوزاري في 14 يونيو ونالت الحكومة الثقة من مجلس النواب بأكثرية 26 صوتًا، مقابل إمتناع نائب واحد وغياب ثلاثة. في 29 أبريل 1927، وقّع 12 عضوًا من مجلس الشيوخ عريضة طالبوا فيها بتنحية الحكومة وحجب الثقة عنها، كما قاموا بتحديد جلسة في 3 مايو لمناقشة القضية. قدّم الرئيس إستقالته في 2 مايو، قبل يوم واحد من الجلسة.

## التشكيلة
| حكومة أوغست باشا          |                 |                  |                  |           |
| الحقيبة                   | الوزير          | الإنتماء السياسي | الطائفة          | المحافظة  |
| رئيس مجلس الوزراء         | أوغست أديب باشا | مستقل            | الموارنة         | جبل لبنان |
| وزير المالية              | أوغست أديب باشا | مستقل            | الموارنة         | جبل لبنان |
| وزير العدلية              | نجيب قباني      | مستقل            | السنة            | بيروت     |
| وزير الداخلية             | بشارة الخوري    | مستقل            | الموارنة         | جبل لبنان |
| وزير الأشغال العامة       | نجيب أميوني     | مستقل            | الروم الأرثوذوكس | بيروت     |
| وزير المعارف العامة       | يوسف أفتيموس    | مستقل            | الروم الكاثوليك  | الجنوب    |
| وزير الزراعة              | علي نصرت الأسعد | مستقل            | الشيعة           | الجنوب    |
| وزير الصحة والإسعاف العام | سليم تلحوق      | مستقل            | الدروز           | جبل لبنان |